# Bolków
Bolków este un oraș în Polonia.